# Junta Militar (Honduras, 1978)
La Junta Militar de Honduras de 1978-1980 fue la que administró a Honduras al darle golpe de Estado al general Juan Alberto Melgar Castro comenzando su gobierno desde el 8 de agosto de 1978 hasta el 27 de enero de 1980.
La Junta Militar que se encontraba formada por un triunvirato de los oficiales de las Fuerzas Armadas de Honduras:
- General de Brigada Policarpo Paz García, jefe de la Junta Militar y comandante del Ejército de Honduras
- Coronel de aviación Domingo Antonio Álvarez Cruz, Comandante de la Fuerza Aérea Hondureña
- Teniente coronel  de infantería José Amílcar Zelaya Rodríguez, Comandante de la FUSEP (hoy Policía Nacional de Honduras).[3][4]

## Gobierno
Su gobierno tuvo que luchar contra el agudizado crecimiento de filosofía comunista en Centroamérica motivo por el cual se organizó una propuesta para la no intervención militar extranjero en el territorio nacional y la separación del gobierno “Somocista”, asimismo el 16 de agosto de 1978, se canceló mediante mandato el “Consejo Asesor” aduciendo que las prioridades estaban en los sectores de la salud y la educación pública. Además se ideaba una vuelta de Honduras a la democracia por lo que se preparó un modelo de proyecto de “Ley electoral”; más tarde, se convocarían a elecciones generales para la integración de una Asamblea Nacional Constituyente el día 20 de abril de 1980. Instalada la Asamblea Nacional Constituyente el 20 de julio de 1980 en la ciudad de Tegucigalpa, el General Policarpo Paz García recibió un voto de reconocimiento de la Asamblea Nacional Constituyente y emitiéndose el Decreto No. 2 donde se le deposita la Presidencia de la República el día 25 de julio de 1980.
Uno de los hechos más destacables fue la firma del “Tratado general de paz” con la república de El Salvador.

## Miembros del Gabinete gobierno de la junta militar, 1978-1980
| Gabinete de la Junta Militar de Gobierno    | Gabinete de la Junta Militar de Gobierno                                   | Gabinete de la Junta Militar de Gobierno |
| ------------------------------------------- | -------------------------------------------------------------------------- | ---------------------------------------- |
| Cargo                                       | Nombre                                                                     | Período                                  |
|                                             |                                                                            |                                          |
| Triunvirato                                 | Policarpo García Paz/Domingo Antonio Álvarez Cruz/Amílcar Zelaya Rodríguez | 1978-1980                                |
| Gobernación y Justicia                      | José Cristóbal Díaz García                                                 | 1978–1980                                |
| Relaciones Exteriores                       | Roberto Palma Gálvez / Eliseo Pérez Cadalso                                | 1975–1978/1978-1980                      |
| Recursos Naturales                          | Rafael Leonardo Callejas                                                   | 1975–1980                                |
| Educación Pública                           | Eugenio Matute Canizales                                                   | 1978–1980                                |
| Hacienda y Crédito Público                  | Valentín Mendoza                                                           | 1978–1980                                |
| Economía y Comercio                         | Carlos Manuel Zerón                                                        | 1978-1980                                |
| Comunicaciones, Obras Públicas y Transporte | Mario Flores Theresín                                                      | 1975–1980                                |
| Salud Pública y Asistencia Social           | Luis Counsin                                                               | 1978–1980                                |
| Trabajo y Previsión Social                  | Adalberto Discua Rodríguez                                                 | 1975–1980                                |
| Defensa y Seguridad Pública                 | Diego Landa Celano                                                         | 1978–1980                                |
| Cultura, Turismo e Información              | Armando Álvarez Martínez                                                   | 1975–1980                                |
| Consejo Superior de Planificación Económica | Valentin Mendoza                                                           | 1978–1980                                |
| Instituto Nacional Agrario (INA)            | Fabio David Salgado                                                        | 1975–1980                                |